# Mutio Vitelleschi
Mutio Vitelleschi (2 de desembre de 1563, Roma - † 9 de febrer de 1645) fou un General de la Companyia de Jesús. Va entrar a l'orde el 15 d'agost del 1583, i després d'acabar els estudis es feu professor. El 1593 fou nomenat rector del Col·legi Anglès que havia estat establert el 1579 per Gregori XIII. Després fou nomenat provincial de Roma i Nàpols, ajudant del general jesuïta a Itàlia, i finalment fou escollit General de la Companyia el 15 de novembre del 1615 per la setena congregació general. La societat durant el seu generalat arribà a un gran grau de prosperitat. Les missions s'estengueren al Tibet, Tonking i a Anglaterra la missió s'elevà a una organització independent de la província. Les úniques dificultats trobades per la seva administració estaven a França, on, per fi, a causa de Richelieu, es prohibí als seus subordinats parlar o escriure de la supremacia del Papa.
El 1617 i el 1619 emeté regulacions concernents a la doctrina del probabilisme en dues cartes generals dirigides als superiors de la societat.